# Geniostoma
Genre
Classification phylogénétique
Geniostoma est un genre botanique qui regroupe environ 50 espèces originaires des régions tropicales à tempérées d'Asie et d'Océanie, de la famille des Loganiaceae. 
Ce sont des arbustes ou de petits arbres à feuilles opposées. Les fleurs sont hermaphrodites mais ne peuvent pas s'autoféconder. Le fruit est une capsule globuleuse ou ovoïde contenant de nombreuses graines.

## Aire de répartition
Asie de l'Est, Asie du Sud-Est, Australie, Nouvelle-Zélande, Nouvelle-Calédonie (10 espèces dont 9 endémiques), Mascareignes...

## Liste d'espèces (incomplète)
- Geniostoma angustifolium Bouton ex DC.
- Geniostoma archboldianum Merr. & L.M. Perry
- Geniostoma australianum F.Muell.
- Geniostoma balansaeanum Baill. (Nouvelle-Calédonie)
- Geniostoma borbonicum (Lam.) Spreng. - Bois de piment
- Geniostoma brasiliense Spreng.
- Geniostoma brassii Merr. & L.M. Perry
- Geniostoma brevipes Merr.
- Geniostoma celastrineum Baill. (Nouvelle-Calédonie)
- Geniostoma densiflorum (Nouvelle-Calédonie)
- Geniostoma erythrosperma Baill. (Nouvelle-Calédonie)
- Geniostoma febrifugum Spreng.
- Geniostoma glaucescens Schltr. (Nouvelle-Calédonie)
- Geniostoma hendersonense (île Henderson)
- Geniostoma huttonii B.J.Conn
- Geniostoma kasyotense Kaneh. & Sasaki
- Geniostoma laxa Elmer
- Geniostoma ligustrifolium A.Cunn.
- Geniostoma mindanaense Elmer
- Geniostoma mooreanum Conn. (Nouvelle-Calédonie)
- Geniostoma novaecaledoniae Vieill. ex Baill. (Nouvelle-Calédonie)
- Geniostoma obtusum Merr. & L.M. Perry
- Geniostoma oleifolium S. Moore
- Geniostoma pedunculatum Bojer ex DC.
- Geniostoma petiolosum F.Muell.
- Geniostoma randianum Merr. & L.M. Perry
- Geniostoma rupestre J.R.Forst. & G.Forst.
- Geniostoma spinescens Spreng.
- Geniostoma stenurum Gig. & Benedict
- Geniostoma thymeleacea Baill.
- Geniostoma vestitum Baill. (Nouvelle-Calédonie)